# 栄快
栄快（えいかい、生没年未詳）は、鎌倉時代に活躍した慶派の仏師。快慶の弟子。定朝八代を称し、興福寺大仏師を継ぎ、東大寺及び薬師寺の大仏師を兼任したという。

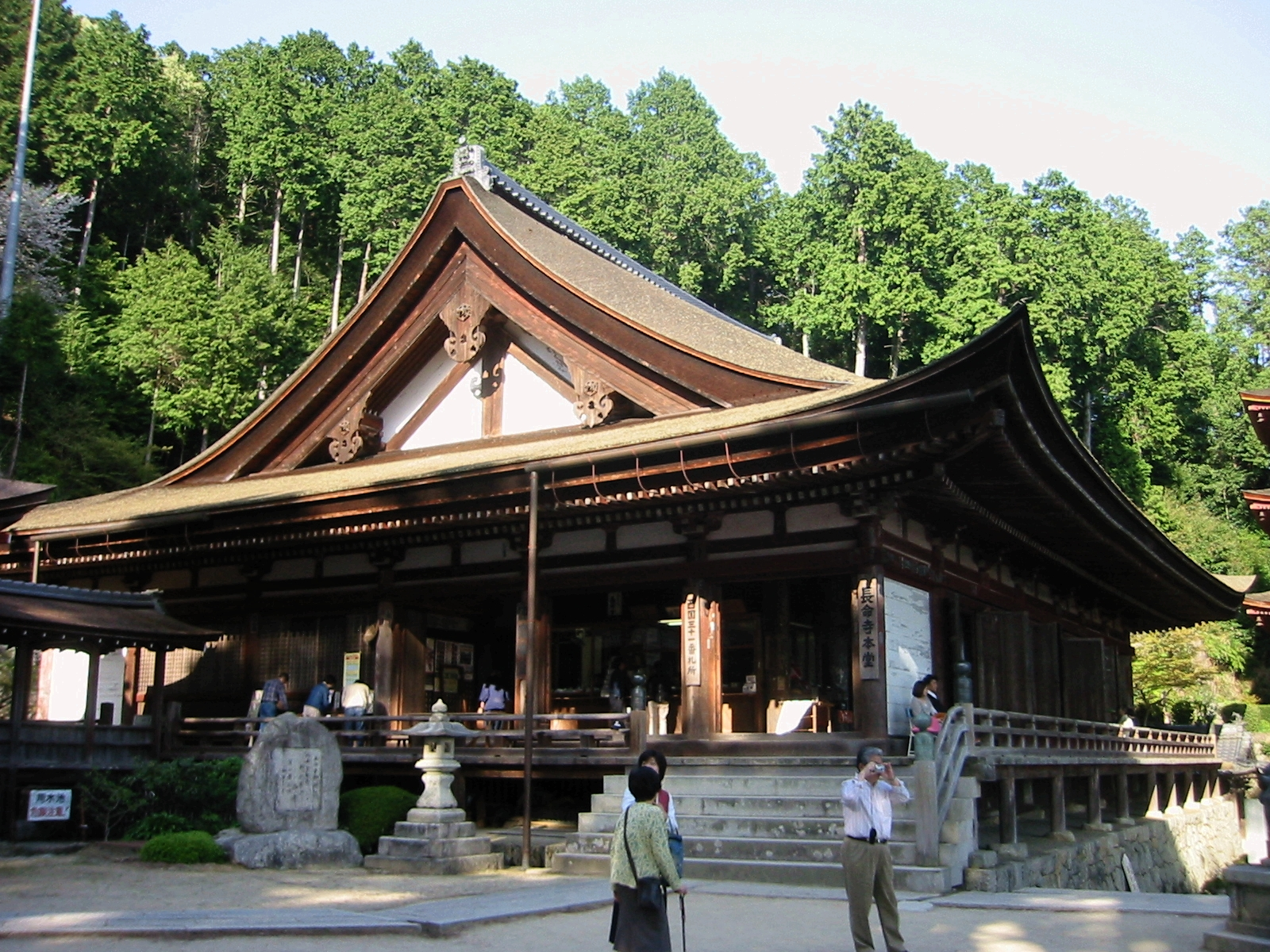
栄快が地蔵菩薩を製作した長命寺の本堂

## 経歴
1221年（承久3年）頃、京都の大報恩寺（千本釈迦堂）で諸像制作に行快、長快等と参加。1254年（建長6年）に、現存する近江の長命寺地蔵菩薩像（奈良国立博物館委託、重要文化財）を製作したことが銘記から知られる。その後の1256年（建長8年）頃、奈良の東大寺講堂で本尊脇侍の地蔵菩薩像を制作したようだが現存しない。